# Березняки (река)
Березняки — река на острове Сахалин, правый приток реки Большой Такой.
Впадает в реку Большой Такой за 41 км от её впадения в Найба, протекает по территории городского округа «Южно-Сахалинск» Сахалинской области.
Общая протяжённость реки составляет 11 км. Площадь водосборного бассейна составляет 77,6 км². Общее направление течения с юго-востока на северо-запад.

## Данные водного реестра
По данным государственного водного реестра России относится к Амурскому бассейновому округу.
Код объекта в государственном водном реестре — 20050000212118300005642.